# Condado de Jefferson (Pensilvânia)
O Condado de Jefferson é um dos 67 condados do Estado americano da Pensilvânia. A sede do condado é Brookville, e sua maior cidade é Brookville. O condado possui uma área de 1 701 km²(dos quais 4 km² estão cobertos por água), uma população de 45 932 habitantes, e uma densidade populacional de 27 hab/km² (segundo o censo nacional de 2000). O condado foi fundado em 26 de março de 1804.